# ایستگاه قطار شهری امام خمینی
ایستگاه قطار شهری امام خمینی هجدهمین ایستگاه‌ خط ۱ قطار شهری مشهد است که در خیابان بهار، چهارراه لشکر قرار دارد.
از این ایستگاه ۷ خط اتوبوس‌رانی مشهد و حومه می‌گذرد.